# Leucania socorrensis
Leucania socorrensis är en fjärilsart som beskrevs av Paul Dognin 1911. Leucania socorrensis ingår i släktet Leucania och familjen nattflyn. Inga underarter finns listade i Catalogue of Life.